# Spinus magellanicus
Spinus magellanicus là một loài chim trong họ Fringillidae.

## Tham khảo

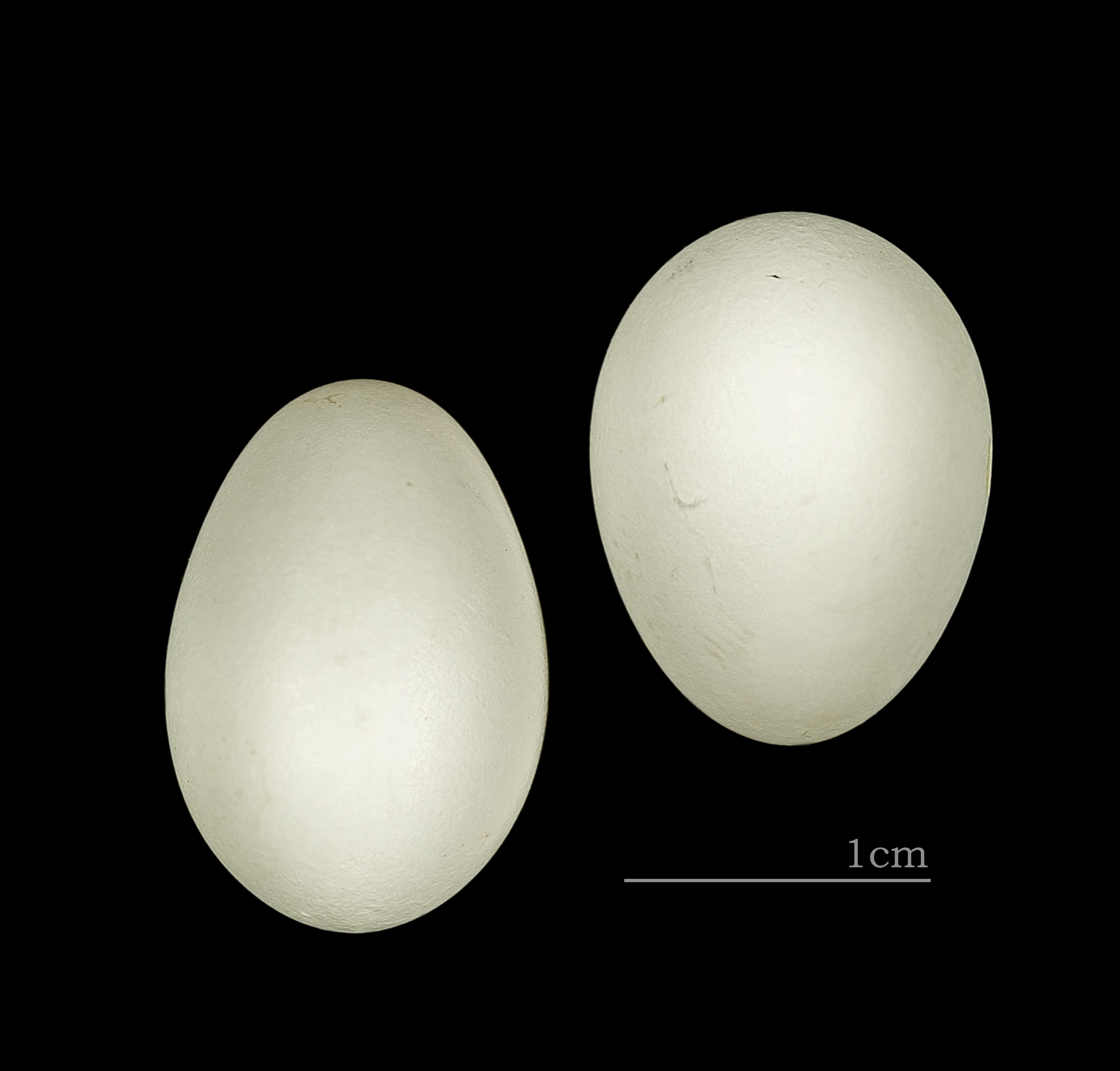
Trứng chim Carduelis magellanica

## Phân loài
- S. m. alleni
- S. m. boliviana
- S. m. capitalis
- S. m. hoyi
- S. m. icterica
- S. m. magellanica
- S. m. paula
- S. m. peruana
- S. m. santaecrucis
- S. m. tucumana
- S. m. urubambensis